# Cucullia kuennerti
Cucullia kuennerti là một loài bướm đêm trong họ Noctuidae.